# Красотка на взводе
«Красотка на взводе» (англ. Jolt) — экшн-боевик Тани Уэкслер с Кейт Бекинсейл в главной роли. В картине также снялись Бобби Каннавале, Джай Кортни, Стэнли Туччи, Сьюзан Сарандон и Лаверна Кокс. В российский прокат фильм вышел 29 июля 2021 года.

## Сюжет
С виду Линди — просто сногсшибательная красотка, но её вспышки ярости столь опасны для окружающих, что ей приходится носить специальный жилет из электродов, бьющий её током за мгновение до срыва. Сдерживать себя постоянно мучительно, но неожиданно у девушки появляется повод раскрыть свой потенциал на полную. Кто-то убивает её парня, и Линда пускается во все тяжкие в поисках виновных.

## В ролях
- Кейт Бекинсейл — Линди Льюис
- Бобби Каннавале — детектив Викарс
- Стэнли Туччи — доктор Иван Манчин
- Сьюзан Сарандон — женщина без имени
- Джай Кортни — Джастин
- Лаверна Кокс — детектив Невин
- Дэвид Брэдли — Гарет Физел
- Кристиан Брассингтон — Джулиан
- Лили Рич — Ева

## Производство
В апреле 2019 года стало известно, что Кейт Бекинсейл присоединилась к актёрскому составу фильма по сценарию Скотта Уаши, режиссёром которого назначена Таня Уэкслер. В июле было объявлено, что в картине также сыграют Бобби Каннавале, Джай Кортни, Стэнли Туччи и Лаверна Кокс.
Съёмки фильма начались в июле 2019 года и длились 40 дней — 20 дней в Лондоне (Великобритания) и 20 дней в Софии (Болгария). Некоторые локации — канализационный коллектор и выставочный зал художественной коллекции Гарета Фитцеля — были выстроены на студии Nu Boyana в Софии.
Декорациями к фильму занимался Рассел Де Розарио.

«Его декорации — словно вырванные страницы из комиксов, очень стильные. Он немыслимо талантлив!»— Шеррил Кларк, продюсер
Дизайном костюмов занимался Карлос Розарио, но исходя из видения режиссера. Представляя в голове главную героиню фильма, Таня Уэкслер черпала вдохновение в образах Джины Гершон в триллере «Связь» и Сигурни Уивер в фильме ужасов «Чужой».

## Маркетинг
Локализованный трейлер фильма был опубликован в интернете 29 июня 2021 года.